# Équipe cycliste MitoQ-NZ Cycling Project
L'équipe cycliste MitoQ-NZ Cycling Project est une équipe cycliste néo-zélandaise, ayant le statut d'équipe continentale depuis 2022.

## Principales victoires

### Courses d'un jour
- Gravel and Tar Classic : 2023 (Ben Oliver) et 2024 (Josh Burnett)

### Courses par étapes
- Tour de Beauce : 2024 (Josh Burnett)

## Classements UCI
L'équipe participe aux épreuves des circuits continentaux et en particulier de l'UCI Oceania Tour. Les tableaux ci-dessous présentent les classements de l'équipe sur les différents circuits, ainsi que son meilleur coureur au classement individuel.
UCI Oceania Tour
| UCI Oceania Tour | UCI Oceania Tour       | UCI Oceania Tour                          | UCI Oceania Tour |
| Année            | Classement par équipes | Meilleur coureur au classement individuel |                  |
| ---------------- | ---------------------- | ----------------------------------------- | ---------------- |
| 2022             | 5e                     | George Jackson (72e)                      |                  |
| 2023             | 6e                     | Ben Oliver (59e)                          |                  |
|                  |                        |                                           |                  |
| Source : UCI     |                        |                                           |                  |

L'équipe est également classée au Classement mondial UCI qui prend en compte toutes les épreuves UCI et concerne toutes les équipes UCI.
| Classement mondial | Classement mondial     | Classement mondial                        | Classement mondial |
| Année              | Classement par équipes | Meilleur coureur au classement individuel |                    |
| ------------------ | ---------------------- | ----------------------------------------- | ------------------ |
| 2022               | 177e                   | George Jackson (1455e)                    |                    |
| 2023               | 152e                   | Ben Oliver (1010e)                        |                    |
| 2024               | -                      | Josh Burnett (643e)                       |                    |
|                    |                        |                                           |                    |
| Source : UCI       |                        |                                           |                    |

## MitoQ-NZ Cycling Project en 2022[1]
| Cycliste         | Date de naissance | Nationalité      | Équipe 2021                     |  |
| ---------------- | ----------------- | ---------------- | ------------------------------- |  |
| Josh Burnett     | 26 octobre 2000   | Nouvelle-Zélande |                                 |  |
| Joe Chapman      | 27 mai 1981       | Nouvelle-Zélande |                                 |  |
| Kees Duyvesteyn  | 19 mai 1998       | Nouvelle-Zélande | Team BridgeLane                 |  |
| Theo Gilbertson  | 22 août 2000      | Nouvelle-Zélande |                                 |  |
| George Jackson   | 20 février 2000   | Nouvelle-Zélande |                                 |  |
| Hayden McCormick | 1er janvier 1994  | Nouvelle-Zélande | Black Spoke Pro Cycling Academy |  |
| Luke Mcdermott   | 16 septembre 1993 | Nouvelle-Zélande |                                 |  |
| Ben Oliver       | 17 décembre 1996  | Nouvelle-Zélande |                                 |  |
| Karl Poole       | 8 mai 1988        | Nouvelle-Zélande |                                 |  |
| Samuel Ritchie   | 14 novembre 2001  | Nouvelle-Zélande |                                 |  |
| Joshua Scott     | 9 janvier 1999    | Nouvelle-Zélande |                                 |  |
| James Williamson | 27 mars 1989      | Nouvelle-Zélande |                                 |  |